# تاج‌الملوک (سرده)
تاج‌الملوک (نام علمی: Aquilegia) نام یک سرده از تیره آلالگان است.

## گونه‌ها
رنگ گل‌ها در گونه‌های مختلف، متفاوت است برخی گونه‌ها، گل‌هایی به رنگ بنفش دارند مانند گونه تاج‌الملوک ناپل (A. napellus).
برخی نیز گل‌هایی به رنگ آبی روشن دارند مانند گونه A. variegates که گونه‌هایی از آن دو رنگ بوده و رنگ سفید در آن وارد شده است.
گونه زینتی تاج الملوک به نام aquilegia chrysantha بیشتر مورد توجه واقع شده است.
برای کاشت و تکثیر آن از بذر استفاده می‌شود که در اواسط بهار در خزانه می‌کارند و در اوایل پائیز به محل اصلی انتقال می‌دهند. همچنین می‌توان با تقسیم ریشه‌ها در بهار یا پائیز نسبت به تکثیر آن اقدام کرد.
از سایر گونه‌های تاج الملوک می‌توان تاج‌الملوک صورتی، تاج‌الملوک جنگلی و تاج‌الملوک قفقازی را نام برد.
نوع بستانی آن گلهایش سر به بالا است و نوع وحشی آن گلهایی افتاده دارد به رنگهای مختلف در دشت‌های آمریکا فراوان می‌روید و در کلورادو آمریکا به رنگ آبی است (گل نشان ایالتی کلرادو است) از تخم هم به عمل می‌آید و در سال دوم گل می‌دهد گیاهی چند ساله یا دائمی است.